# 桜井警察署
桜井警察署（さくらいけいさつしょ）は、奈良県警察が管轄する警察署の一つ。

## 所在地
- 奈良県桜井市大字三輪49-1

## 管轄区域
- 桜井市
- 宇陀市
- 宇陀郡曽爾村、御杖村
- 吉野郡東吉野村

## 沿革
- 1954年（昭和29年）7月 - 警察法改正により市警察から奈良県警察に統合となる。
- 2014年（平成26年）3月3日：警察署再編整備計画に伴い宇陀警察署を編入[1]。

## 分庁舎
（ ）の中は所在地

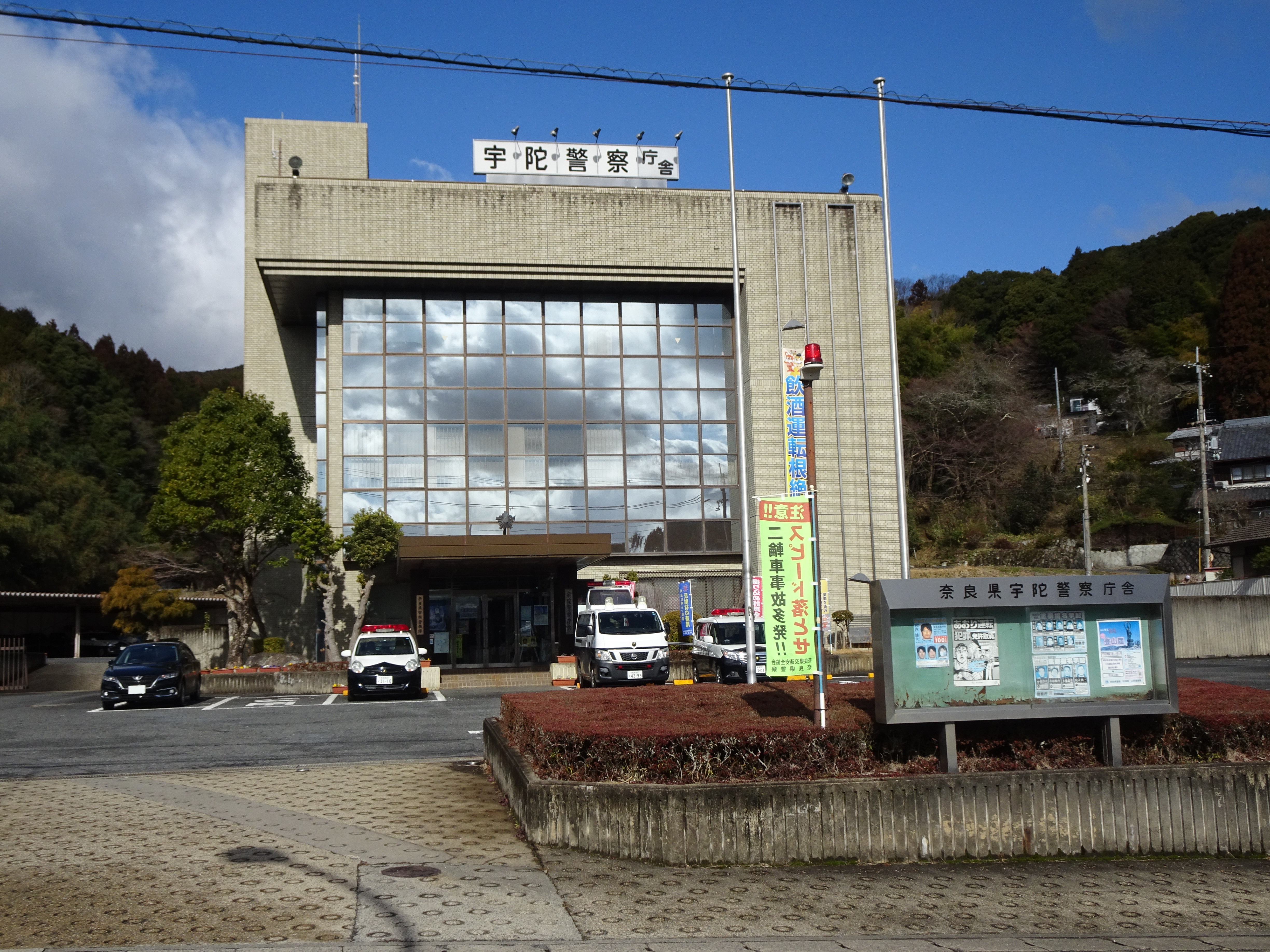
宇陀警察庁舎（旧：宇陀警察署庁舎）

- 宇陀警察庁舎（宇陀市榛原萩原1953番地1）

## 組織
- 警務課
  - 警務係
  - 県民サービス係
  - 警報県民サービス係（宇陀警察庁舎）
  - 留置管理係
- 会計課
  - 会計係
- 生活安全課
  - 生活安全総務係
  - 人身安全対策係
  - 生活安全捜査係
  - 生活安全係（宇陀警察庁舎）
- 地域課
  - 地域企画係
  - 指導係
  - 地域係（宇陀警察庁舎）
- 刑事課
  - 総務係
  - 強行盗犯第一係
  - 強行盗犯第二係
  - 知能犯係
  - 組織犯係
  - 鑑識係
  - 捜査鑑識係（宇陀警察庁舎）
- 交通課
  - 企画規制係
  - 指導取締係
  - 交通捜査第一係
  - 交通捜査第二係
  - 交通係（宇陀警察庁舎）
- 警備課
  - 警備係

## 幹部交番
（ ）の中は所在地

### 宇陀市
- 大宇陀幹部交番（宇陀市大宇陀迫間140番地の3）

## 交番
（ ）の中は所在地

### 桜井市
- 桜井駅前交番（桜井市大字桜井168番地の7）
- 大福交番（桜井市大字大福495番地の1）
- 朝倉台交番（桜井市朝倉台西5丁目1093番地の320）

### 宇陀市
- 榛原駅前交番（宇陀市榛原萩原2427番地）

## 駐在所
（ ）の中は所在地

### 桜井市
- 三輪駐在所（桜井市大字三輪378番地の9）
- 芝駐在所（桜井市大字芝1154番地の2）
- 辻駐在所（桜井市大字巻野内384番地の3）
- 安倍駐在所（桜井市大字谷1121番地）

### 宇陀市
- 天満台駐在所（宇陀市榛原天満台西3丁目9番11）
- 高井駐在所（宇陀市榛原高井32番地の2）
- 古市場駐在所（宇陀市菟田野古市場1300番地の2）
- 松井駐在所（宇陀市菟田野松井243番地）
- 大野駐在所（宇陀市室生大野1755番地の8）
- 三本松駐在所（宇陀市室生三本松3156番地の2）

### 曽爾村
- 曽爾駐在所（宇陀郡曽爾村大字今井513番地の5）

### 御杖村
- 御杖駐在所（宇陀郡御杖村大字菅野2429番地の4）

### 東吉野村
- 小川駐在所（吉野郡東吉野村大字小川83番地）
- 高見駐在所（吉野郡東吉野村大字木津300番地の1）